# Günther Schorsten
Günther Schorsten (født 12. april 1916 i Sibiu, Rumænien, død 20. maj 1974 i München, Tyskland) var en rumænsk udendørshåndboldspiller som deltog under Sommer-OL 1936.
Han var en del af det rumænske udendørshåndboldhold, som kom på en femteplads i den olympiske turnering. Han spillede i to kampe.